# Alan Walker (Musikproduzent)/Auszeichnungen für Musikverkäufe

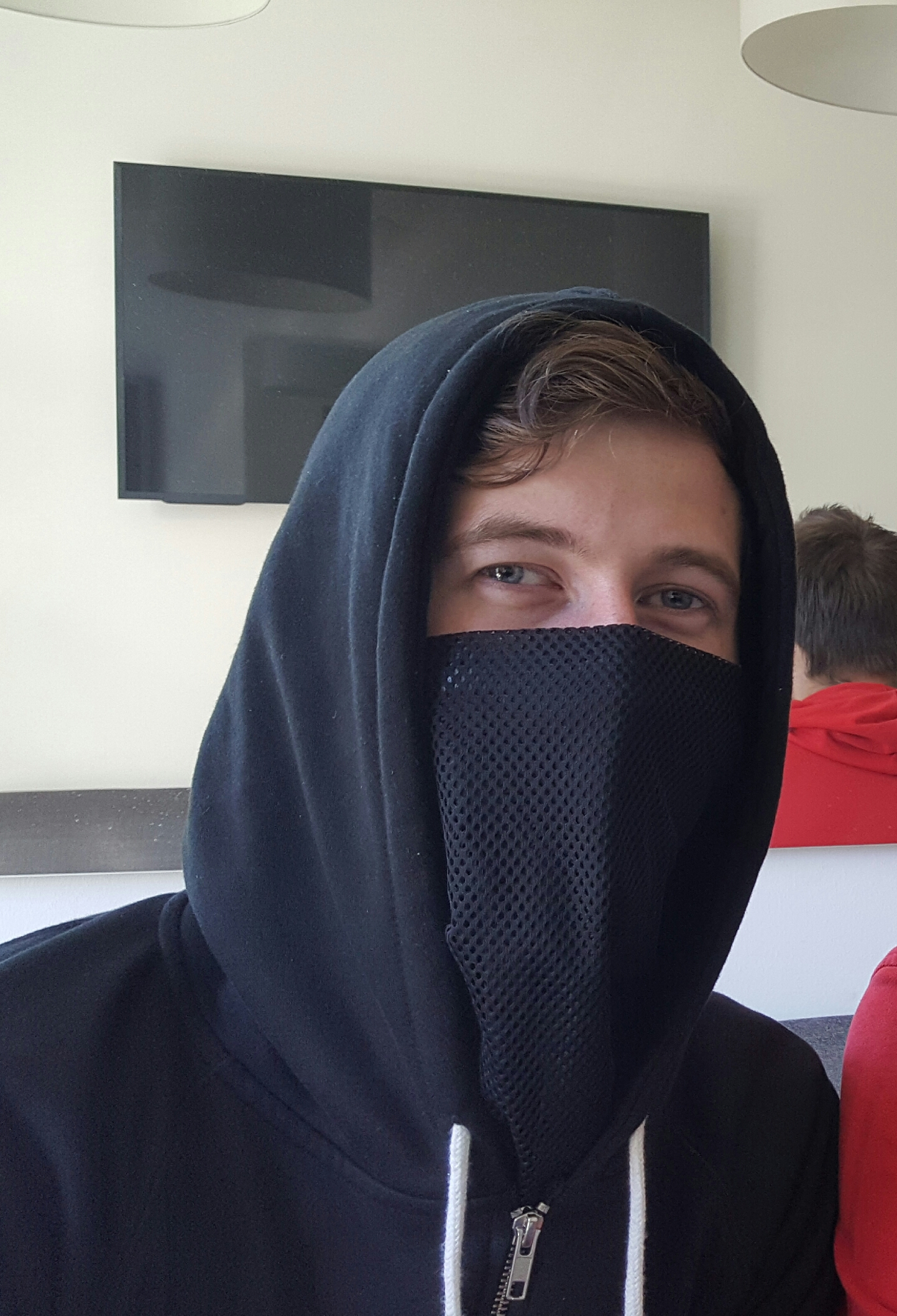
Alan Walker (2016)

Dies ist eine Übersicht über die Auszeichnungen für Musikverkäufe des norwegisch-britischen DJ und Produzenten Alan Walker. Die Auszeichnungen finden sich nach ihrer Art (Gold, Platin usw.), nach Staaten getrennt in chronologischer Reihenfolge, geordnet sowie nach den Tonträgern selbst, ebenfalls in chronologischer Reihenfolge, getrennt nach Medium (Alben, Singles usw.), wieder.

## Auszeichnungen
| - Vereinigtes Königreich - 2020: für die Single Alone - 2021: für die Single All Falls Down - 2022: für die Single Darkside - 2025: für die Single On My Way - 2025: für die Single Alone, Pt. II - Australien - 2018: für die Single Alone - 2018: für die Single Sing Me to Sleep - 2018: für die Single All Falls Down - 2018: für die Single Tired - Belgien - 2020: für die Single Alone, Pt. II - Brasilien - 2023: für die Single Headlights - Dänemark - 2017: für die Single Alone - 2018: für die Single Sing Me to Sleep - 2020: für die Single All Falls Down - 2021: für die Single The Spectre - 2022: für die Single Darkside - 2024: für die Single Alone, Pt. II - Deutschland - 2022: für die Single All Falls Down - 2022: für die Single Alone, Pt. II - 2022: für die Single The Spectre - 2022: für die Single Time (Alan Walker Remix) - 2022: für die Single Tired - Frankreich - 2016: für die Single Faded - 2020: für die Single All Falls Down - 2023: für die Single Sing Me to Sleep - 2024: für die Single The Spectre - 2025: für das Album Different World - Italien - 2017: für die Single Sing Me to Sleep - 2018: für die Single Tired - 2018: für die Single All Falls Down - 2018: für die Single The Spectre - 2020: für die Single Alone, Pt. II - 2021: für die Single Time (Alan Walker Remix) - 2021: für die Single Sweet Dreams - 2025: für das Album Different World - Japan - 2023: für das Streaming Faded - Kanada - 2017: für die Single Sing Me to Sleep - 2017: für die Single Alone - 2019: für die Single On My Way - 2021: für die Single Diamond Heart - 2024: für die Single Play - 2025: für die Single Better Off (Alone, Pt. III) - Mexiko - 2019: für die Single Darkside - 2023: für die Single Lily - 2024: für das Album Different World - Neuseeland - 2019: für die Single Alone - 2023: für die Single Sing Me to Sleep - 2025: für die Single Alone, Pt. II - Österreich - 2022: für die Single All Falls Down - 2022: für die Single Darkside - 2022: für die Single On My Way - 2022: für die Single Tired - Peru - 2017: für die Single Alone - Polen - 2020: für die Single On My Way - 2021: für die Single Space Melody (Edward Artemyev) - 2023: für die Single Man on the Moon - 2023: für die Single (Are You) Lonely - 2024: für die Single Headlights - Portugal - 2022: für die Single Time (Alan Walker Remix) - 2022: für die Single Alone - 2022: für die Single Darkside - 2022: für die Single On My Way - Schweden - 2017: für die Single Move Your Body (Alan Walker Remix) - 2020: für das Album Different World - Schweiz - 2019: für die Single Darkside - 2019: für die Single Diamond Heart - Singapur - 2021: für das Album World of Walker - Spanien - 2024: für die Single Alone, Pt. II - 2024: für die Single Darkside - 2024: für die Single On My Way - 2024: für die Single Sweet Dreams - 2024: für die Single The Spectre - Südafrika - 2016: für die Single Faded - Ungarn - 2024: für die Single Space Melody (Edward Artemyev) - Vereinigte Staaten - 2019: für die Single Alone - 2019: für die Single All Falls Down - 2019: für die Single Darkside - 2019: für die Single Sing Me to Sleep - 2020: für das Album Different World - Vereinigtes Königreich - 2024: für das Album Different World | - Chile - 2017: für die Single Faded - Dänemark - 2025: für das Album Different World - Deutschland - 2017: für die Single Alone - 2018: für die Single Sing Me to Sleep - Finnland - 2016: für die Single Faded - 2023: für die Single Alone, Pt. II - Frankreich - 2024: für die Single Alone - Italien - 2017: für die Single Alone - Kanada - 2018: für die Single All Falls Down - 2019: für das Album Different World - 2020: für die Single Darkside - 2020: für die Single Tired - Mexiko - 2020: für die Single All Falls Down - 2020: für die Single The Spectre - 2020: für die Single Tired - 2020: für die Single On My Way - Neuseeland - 2024: für das Album Different World - Niederlande - 2016: für die Single Faded - 2018: für die Single All Falls Down - Norwegen - 2020: für die Single End of Time - Österreich - 2018: für die Single Alone - 2022: für die Single Alone, Pt. II - 2022: für die Single Sing Me to Sleep - 2022: für die Single The Spectre - Polen - 2020: für die Single Tired - 2020: für die Single Diamond Heart - 2020: für die Single Alone, Pt. II - 2022: für die Single Alone - 2023: für die Single The Spectre - 2023: für die Single Lily - Schweden - 2017: für die Single The Spectre - 2020: für die Single On My Way - 2021: für die Single Alone, Pt. II - Schweiz - 2017: für die Single Sing Me to Sleep - 2019: für die Single All Falls Down - Singapur - 2019: für das Album Different World - Spanien - 2024: für die Single Alone - 2024: für die Single All Falls Down - Belgien - 2016: für die Single Faded - Mexiko - 2023: für die Single Sing Me to Sleep - Norwegen - 2020: für die Single Play - 2025: für die Single Lovesick - Peru - 2017: für die Single Faded - Polen - 2020: für die Single Darkside - 2020: für die Single Ignite - 2021: für die Single All Falls Down - Portugal - 2019: für die Single Faded - Schweden - 2017: für die Single Tired - 2021: für die Single Darkside - 2021: für die Single Diamond Heart - Schweiz - 2019: für die Single Alone | - Malaysia - 2016: für die Single Faded - Norwegen - 2019: für das Album Different World - 2025: für die Single Tired - Österreich - 2022: für die Single Faded - Polen - 2019: für das Album Different World - Schweden - 2017: für die Single Alone - 2021: für die Single All Falls Down - Vereinigte Staaten - 2019: für die Single Faded - Vereinigtes Königreich - 2022: für die Single Faded - Deutschland - 2023: für die Single Faded - Mexiko - 2022: für die Single Alone - Dänemark - 2023: für die Single Faded - Norwegen - 2017: für die Single Alone - 2020: für die Single Ignite - 2021: für die Single Alone - Spanien - 2016: für die Single Faded - Schweden - 2018: für die Single Sing Me to Sleep - Mexiko - 2022: für die Single Faded - Neuseeland - 2024: für die Single Faded - Schweiz - 2019: für die Single Faded - Norwegen - 2016: für die Single Sing Me to Sleep - Australien - 2019: für die Single Faded - Kanada - 2021: für die Single Faded - Italien - 2019: für die Single Faded - Norwegen - 2016: für die Single Faded - Schweden - 2017: für die Single Faded - Mexiko - 2022: für die Single Faded - Polen - 2017: für die Single Sing Me to Sleep - Polen - 2017: für die Single Faded |

## Auszeichnungen nach Alben

### Different World
| Land/Region                  | Auszeichnungen für Musikverkäufe (Land/Region, Auszeichnung, Verkäufe) | Verkäufe |
| ---------------------------- | ---------------------------------------------------------------------- | -------- |
| Dänemark (IFPI)              | Platin                                                                 | 20.000   |
| Frankreich (SNEP)            | Gold                                                                   | 50.000   |
| Italien (FIMI)               | Gold                                                                   | 25.000   |
| Kanada (MC)                  | Platin                                                                 | 80.000   |
| Mexiko (AMPROFON)            | Gold                                                                   | 30.000   |
| Neuseeland (RMNZ)            | Platin                                                                 | 15.000   |
| Norwegen (IFPI)              | 3× Platin                                                              | 60.000   |
| Polen (ZPAV)                 | 3× Platin                                                              | 60.000   |
| Schweden (IFPI)              | Gold                                                                   | 15.000   |
| Singapur (RIAS)              | Platin                                                                 | 10.000   |
| Vereinigte Staaten (RIAA)    | Gold                                                                   | 500.000  |
| Vereinigtes Königreich (BPI) | Gold                                                                   | 100.000  |
| Insgesamt                    | 6× Gold · 10× Platin ·                                                 | 965.000  |

### World of Walker
| Land/Region     | Auszeichnungen für Musikverkäufe (Land/Region, Auszeichnung, Verkäufe) | Verkäufe |
| --------------- | ---------------------------------------------------------------------- | -------- |
| Singapur (RIAS) | Gold                                                                   | 5.000    |
| Insgesamt       | 1× Gold ·                                                              | 5.000    |

## Auszeichnungen nach Singles

### Faded
| Land/Region                  | Auszeichnungen für Musikverkäufe (Land/Region, Auszeichnung, Verkäufe) | Verkäufe   |
| ---------------------------- | ---------------------------------------------------------------------- | ---------- |
| Australien (ARIA)            | 7× Platin                                                              | 490.000    |
| Belgien (BRMA)               | 2× Platin                                                              | 60.000     |
| Chile (IFPI)                 | Platin                                                                 | 80.000     |
| Dänemark (IFPI)              | 4× Platin                                                              | 360.000    |
| Deutschland (BVMI)           | 7× Gold                                                                | 1.400.000  |
| Finnland (IFPI)              | Platin                                                                 | 40.000     |
| Frankreich (SNEP)            | Gold                                                                   | 66.666     |
| Italien (FIMI)               | 9× Platin                                                              | 450.000    |
| Kanada (MC)                  | 8× Platin                                                              | 640.000    |
| Malaysia (RIM)               | 3× Platin                                                              | 600.000    |
| Mexiko (AMPROFON)            | Diamant · + 9× Gold                                                    | 570.000    |
| Neuseeland (RMNZ)            | 5× Platin                                                              | 150.000    |
| Niederlande (NVPI)           | Platin                                                                 | 40.000     |
| Norwegen (IFPI)              | 11× Platin                                                             | 440.000    |
| Österreich (IFPI)            | 3× Platin                                                              | 90.000     |
| Peru (UNIMPRO)               | 2× Platin                                                              | 12.000     |
| Polen (ZPAV)                 | 2× Diamant                                                             | 200.000    |
| Portugal (AFP)               | 2× Platin                                                              | 20.000     |
| Schweden (IFPI)              | 13× Platin                                                             | 520.000    |
| Schweiz (IFPI)               | 5× Platin                                                              | 150.000    |
| Spanien (Promusicae)         | 4× Platin                                                              | 160.000    |
| Südafrika (RISA)             | Gold                                                                   | 10.000     |
| Vereinigte Staaten (RIAA)    | 3× Platin                                                              | 3.000.000  |
| Vereinigtes Königreich (BPI) | 3× Platin                                                              | 1.800.000  |
| Insgesamt                    | 4× Gold · 94× Platin · 3× Diamant ·                                    | 11.348.666 |

### Sing Me to Sleep
| Land/Region               | Auszeichnungen für Musikverkäufe (Land/Region, Auszeichnung, Verkäufe) | Verkäufe  |
| ------------------------- | ---------------------------------------------------------------------- | --------- |
| Australien (ARIA)         | Gold                                                                   | 35.000    |
| Dänemark (IFPI)           | Gold                                                                   | 45.000    |
| Deutschland (BVMI)        | Platin                                                                 | 400.000   |
| Frankreich (SNEP)         | Gold                                                                   | 100.000   |
| Italien (FIMI)            | Gold                                                                   | 25.000    |
| Kanada (MC)               | Gold                                                                   | 40.000    |
| Mexiko (AMPROFON)         | 2× Platin                                                              | 120.000   |
| Neuseeland (RMNZ)         | Gold                                                                   | 15.000    |
| Norwegen (IFPI)           | 6× Platin                                                              | 240.000   |
| Österreich (IFPI)         | Platin                                                                 | 30.000    |
| Polen (ZPAV)              | Diamant                                                                | 100.000   |
| Schweden (IFPI)           | 4× Platin                                                              | 320.000   |
| Schweiz (IFPI)            | Platin                                                                 | 30.000    |
| Vereinigte Staaten (RIAA) | Gold                                                                   | 500.000   |
| Insgesamt                 | 7× Gold · 15× Platin · 1× Diamant ·                                    | 2.000.000 |

### Move Your Body (Alan Walker Remix)
| Land/Region     | Auszeichnungen für Musikverkäufe (Land/Region, Auszeichnung, Verkäufe) | Verkäufe |
| --------------- | ---------------------------------------------------------------------- | -------- |
| Schweden (IFPI) | Gold                                                                   | 20.000   |
| Insgesamt       | 1× Gold ·                                                              | 20.000   |

### Alone
| Land/Region                  | Auszeichnungen für Musikverkäufe (Land/Region, Auszeichnung, Verkäufe) | Verkäufe  |
| ---------------------------- | ---------------------------------------------------------------------- | --------- |
| Australien (ARIA)            | Gold                                                                   | 35.000    |
| Dänemark (IFPI)              | Gold                                                                   | 45.000    |
| Deutschland (BVMI)           | Platin                                                                 | 400.000   |
| Frankreich (SNEP)            | Platin                                                                 | 200.000   |
| Italien (FIMI)               | Platin                                                                 | 50.000    |
| Kanada (MC)                  | Gold                                                                   | 40.000    |
| Mexiko (AMPROFON)            | 7× Gold                                                                | 210.000   |
| Neuseeland (RMNZ)            | Gold                                                                   | 15.000    |
| Norwegen (IFPI)              | 4× Platin                                                              | 160.000   |
| Österreich (IFPI)            | Platin                                                                 | 30.000    |
| Peru (UNIMPRO)               | Gold                                                                   | 3.000     |
| Polen (ZPAV)                 | Platin                                                                 | 50.000    |
| Portugal (AFP)               | Gold                                                                   | 5.000     |
| Schweden (IFPI)              | 3× Platin                                                              | 120.000   |
| Schweiz (IFPI)               | 2× Platin                                                              | 60.000    |
| Spanien (Promusicae)         | Platin                                                                 | 60.000    |
| Vereinigte Staaten (RIAA)    | Gold                                                                   | 500.000   |
| Vereinigtes Königreich (BPI) | Silber                                                                 | 200.000   |
| Insgesamt                    | 1× Silber · 8× Gold · 18× Platin ·                                     | 2.183.000 |

### Tired
| Land/Region        | Auszeichnungen für Musikverkäufe (Land/Region, Auszeichnung, Verkäufe) | Verkäufe |
| ------------------ | ---------------------------------------------------------------------- | -------- |
| Australien (ARIA)  | Gold                                                                   | 35.000   |
| Deutschland (BVMI) | Gold                                                                   | 200.000  |
| Italien (FIMI)     | Gold                                                                   | 25.000   |
| Kanada (MC)        | Platin                                                                 | 80.000   |
| Mexiko (AMPROFON)  | Platin                                                                 | 60.000   |
| Norwegen (IFPI)    | 3× Platin                                                              | 180.000  |
| Österreich (IFPI)  | Gold                                                                   | 15.000   |
| Polen (ZPAV)       | Platin                                                                 | 20.000   |
| Schweden (IFPI)    | 2× Platin                                                              | 80.000   |
| Insgesamt          | 4× Gold · 8× Platin ·                                                  | 695.000  |

### The Spectre
| Land/Region          | Auszeichnungen für Musikverkäufe (Land/Region, Auszeichnung, Verkäufe) | Verkäufe |
| -------------------- | ---------------------------------------------------------------------- | -------- |
| Dänemark (IFPI)      | Gold                                                                   | 45.000   |
| Deutschland (BVMI)   | Gold                                                                   | 200.000  |
| Frankreich (SNEP)    | Gold                                                                   | 100.000  |
| Italien (FIMI)       | Gold                                                                   | 25.000   |
| Mexiko (AMPROFON)    | Platin                                                                 | 60.000   |
| Österreich (IFPI)    | Platin                                                                 | 30.000   |
| Polen (ZPAV)         | Platin                                                                 | 50.000   |
| Schweden (IFPI)      | Platin                                                                 | 40.000   |
| Spanien (Promusicae) | Gold                                                                   | 30.000   |
| Insgesamt            | 5× Gold · 4× Platin ·                                                  | 580.000  |

### All Falls Down
| Land/Region                  | Auszeichnungen für Musikverkäufe (Land/Region, Auszeichnung, Verkäufe) | Verkäufe  |
| ---------------------------- | ---------------------------------------------------------------------- | --------- |
| Australien (ARIA)            | Gold                                                                   | 35.000    |
| Dänemark (IFPI)              | Gold                                                                   | 45.000    |
| Deutschland (BVMI)           | Gold                                                                   | 200.000   |
| Frankreich (SNEP)            | Gold                                                                   | 100.000   |
| Italien (FIMI)               | Gold                                                                   | 25.000    |
| Kanada (MC)                  | Platin                                                                 | 80.000    |
| Mexiko (AMPROFON)            | Platin                                                                 | 60.000    |
| Niederlande (NVPI)           | Platin                                                                 | 80.000    |
| Österreich (IFPI)            | Gold                                                                   | 15.000    |
| Polen (ZPAV)                 | 2× Platin                                                              | 40.000    |
| Schweden (IFPI)              | 3× Platin                                                              | 240.000   |
| Schweiz (IFPI)               | Platin                                                                 | 20.000    |
| Spanien (Promusicae)         | Platin                                                                 | 60.000    |
| Vereinigte Staaten (RIAA)    | Gold                                                                   | 500.000   |
| Vereinigtes Königreich (BPI) | Silber                                                                 | 200.000   |
| Insgesamt                    | 1× Silber · 7× Gold · 10× Platin ·                                     | 1.700.000 |

### Ignite
| Land/Region     | Auszeichnungen für Musikverkäufe (Land/Region, Auszeichnung, Verkäufe) | Verkäufe |
| --------------- | ---------------------------------------------------------------------- | -------- |
| Norwegen (IFPI) | 4× Platin                                                              | 240.000  |
| Polen (ZPAV)    | 2× Platin                                                              | 40.000   |
| Insgesamt       | 6× Platin ·                                                            | 280.000  |

### Darkside
| Land/Region                  | Auszeichnungen für Musikverkäufe (Land/Region, Auszeichnung, Verkäufe) | Verkäufe  |
| ---------------------------- | ---------------------------------------------------------------------- | --------- |
| Dänemark (IFPI)              | Gold                                                                   | 45.000    |
| Kanada (MC)                  | Platin                                                                 | 80.000    |
| Mexiko (AMPROFON)            | Gold                                                                   | 30.000    |
| Österreich (IFPI)            | Gold                                                                   | 15.000    |
| Polen (ZPAV)                 | 2× Platin                                                              | 40.000    |
| Portugal (AFP)               | Gold                                                                   | 5.000     |
| Schweden (IFPI)              | 2× Platin                                                              | 160.000   |
| Schweiz (IFPI)               | Gold                                                                   | 10.000    |
| Spanien (Promusicae)         | Gold                                                                   | 30.000    |
| Vereinigte Staaten (RIAA)    | Gold                                                                   | 500.000   |
| Vereinigtes Königreich (BPI) | Silber                                                                 | 200.000   |
| Insgesamt                    | 1× Silber · 7× Gold · 5× Platin ·                                      | 1.115.000 |

### Diamond Heart
| Land/Region     | Auszeichnungen für Musikverkäufe (Land/Region, Auszeichnung, Verkäufe) | Verkäufe |
| --------------- | ---------------------------------------------------------------------- | -------- |
| Kanada (MC)     | Gold                                                                   | 40.000   |
| Polen (ZPAV)    | Platin                                                                 | 20.000   |
| Schweiz (IFPI)  | Gold                                                                   | 10.000   |
| Schweden (IFPI) | 2× Platin                                                              | 160.000  |
| Insgesamt       | 2× Gold · 3× Platin ·                                                  | 230.000  |

### Lily
| Land/Region       | Auszeichnungen für Musikverkäufe (Land/Region, Auszeichnung, Verkäufe) | Verkäufe |
| ----------------- | ---------------------------------------------------------------------- | -------- |
| Mexiko (AMPROFON) | Gold                                                                   | 30.000   |
| Polen (ZPAV)      | Platin                                                                 | 50.000   |
| Insgesamt         | 1× Gold · 1× Platin ·                                                  | 55.000   |

### (Are You) Lonely
| Land/Region  | Auszeichnungen für Musikverkäufe (Land/Region, Auszeichnung, Verkäufe) | Verkäufe |
| ------------ | ---------------------------------------------------------------------- | -------- |
| Polen (ZPAV) | Gold                                                                   | 25.000   |
| Insgesamt    | 2× Gold ·                                                              | 25.000   |

### On My Way
| Land/Region                  | Auszeichnungen für Musikverkäufe (Land/Region, Auszeichnung, Verkäufe) | Verkäufe |
| ---------------------------- | ---------------------------------------------------------------------- | -------- |
| Kanada (MC)                  | Gold                                                                   | 40.000   |
| Mexiko (AMPROFON)            | Platin                                                                 | 60.000   |
| Österreich (IFPI)            | Gold                                                                   | 15.000   |
| Polen (ZPAV)                 | Gold                                                                   | 10.000   |
| Portugal (AFP)               | Gold                                                                   | 5.000    |
| Schweden (IFPI)              | Platin                                                                 | 80.000   |
| Spanien (Promusicae)         | Gold                                                                   | 30.000   |
| Vereinigtes Königreich (BPI) | Silber                                                                 | 200.000  |
| Insgesamt                    | 1× Silber · 5× Gold · 2× Platin ·                                      | 440.000  |

### Play
| Land/Region     | Auszeichnungen für Musikverkäufe (Land/Region, Auszeichnung, Verkäufe) | Verkäufe |
| --------------- | ---------------------------------------------------------------------- | -------- |
| Kanada (MC)     | Gold                                                                   | 40.000   |
| Norwegen (IFPI) | 2× Platin                                                              | 120.000  |
| Insgesamt       | 1× Gold · 2× Platin ·                                                  | 160.000  |

### Alone, Pt. II
| Land/Region                  | Auszeichnungen für Musikverkäufe (Land/Region, Auszeichnung, Verkäufe) | Verkäufe  |
| ---------------------------- | ---------------------------------------------------------------------- | --------- |
| Belgien (BRMA)               | Gold                                                                   | 20.000    |
| Dänemark (IFPI)              | Gold                                                                   | 45.000    |
| Deutschland (BVMI)           | Gold                                                                   | 200.000   |
| Frankreich (SNEP)            | Platin                                                                 | 200.000   |
| Italien (FIMI)               | Gold                                                                   | 35.000    |
| Neuseeland (RMNZ)            | Gold                                                                   | 15.000    |
| Norwegen (IFPI)              | 4× Platin                                                              | 240.000   |
| Österreich (IFPI)            | Platin                                                                 | 30.000    |
| Polen (ZPAV)                 | Platin                                                                 | 20.000    |
| Schweden (IFPI)              | Platin                                                                 | 80.000    |
| Spanien (Promusicae)         | Gold                                                                   | 30.000    |
| Vereinigtes Königreich (BPI) | Silber                                                                 | 200.000   |
| Insgesamt                    | 1× Silber · 6× Gold · 8× Platin ·                                      | 1.115.000 |

### End of Time
| Land/Region     | Auszeichnungen für Musikverkäufe (Land/Region, Auszeichnung, Verkäufe) | Verkäufe |
| --------------- | ---------------------------------------------------------------------- | -------- |
| Norwegen (IFPI) | Platin                                                                 | 60.000   |
| Insgesamt       | 1× Platin ·                                                            | 60.000   |

### Time (Alan Walker Remix)
| Land/Region        | Auszeichnungen für Musikverkäufe (Land/Region, Auszeichnung, Verkäufe) | Verkäufe |
| ------------------ | ---------------------------------------------------------------------- | -------- |
| Deutschland (BVMI) | Gold                                                                   | 200.000  |
| Italien (FIMI)     | Gold                                                                   | 35.000   |
| Portugal (AFP)     | Gold                                                                   | 5.000    |
| Insgesamt          | 3× Gold ·                                                              | 240.000  |

### Space Melody (Edward Artemyev)
| Land/Region     | Auszeichnungen für Musikverkäufe (Land/Region, Auszeichnung, Verkäufe) | Verkäufe |
| --------------- | ---------------------------------------------------------------------- | -------- |
| Polen (ZPAV)    | Gold                                                                   | 10.000   |
| Ungarn (MAHASZ) | Gold                                                                   | 2.000    |
| Insgesamt       | 2× Gold ·                                                              | 12.000   |

### Sweet Dreams
| Land/Region          | Auszeichnungen für Musikverkäufe (Land/Region, Auszeichnung, Verkäufe) | Verkäufe |
| -------------------- | ---------------------------------------------------------------------- | -------- |
| Italien (FIMI)       | Gold                                                                   | 35.000   |
| Spanien (Promusicae) | Gold                                                                   | 30.000   |
| Insgesamt            | 2× Gold ·                                                              | 65.000   |

### Man on the Moon
| Land/Region  | Auszeichnungen für Musikverkäufe (Land/Region, Auszeichnung, Verkäufe) | Verkäufe |
| ------------ | ---------------------------------------------------------------------- | -------- |
| Polen (ZPAV) | Gold                                                                   | 25.000   |
| Insgesamt    | 1× Gold ·                                                              | 25.000   |

### Headlights
| Land/Region     | Auszeichnungen für Musikverkäufe (Land/Region, Auszeichnung, Verkäufe) | Verkäufe |
| --------------- | ---------------------------------------------------------------------- | -------- |
| Brasilien (PMB) | Gold                                                                   | 40.000   |
| Polen (ZPAV)    | Gold                                                                   | 25.000   |
| Insgesamt       | 2× Gold ·                                                              | 65.000   |

### Lovesick
| Land/Region     | Auszeichnungen für Musikverkäufe (Land/Region, Auszeichnung, Verkäufe) | Verkäufe |
| --------------- | ---------------------------------------------------------------------- | -------- |
| Norwegen (IFPI) | 2× Platin                                                              | 120.000  |
| Insgesamt       | 2× Platin ·                                                            | 120.000  |

### Better Off (Alone, Pt. III)
| Land/Region | Auszeichnungen für Musikverkäufe (Land/Region, Auszeichnung, Verkäufe) | Verkäufe |
| ----------- | ---------------------------------------------------------------------- | -------- |
| Kanada (MC) | Gold                                                                   | 40.000   |
| Insgesamt   | 1× Gold ·                                                              | 40.000   |

## Auszeichnungen nach Musikstreamings

### Faded
| Land/Region  | Auszeichnungen für Musikverkäufe (Land/Region, Auszeichnung, Verkäufe) | Verkäufe   |
| ------------ | ---------------------------------------------------------------------- | ---------- |
| Japan (RIAJ) | Gold                                                                   | 50.000.000 |
| Insgesamt    | 1× Gold ·                                                              | 50.000.000 |

## Statistik und Quellen
| Land/RegionAuszeichnungen für Musikverkäufe (Land/Region, Auszeichnungen, Verkäufe, Quellen) | Silber     | Gold       | Platin         | Diamant     | Verkäufe  | Quellen              |
| -------------------------------------------------------------------------------------------- | ---------- | ---------- | -------------- | ----------- | --------- | -------------------- |
| Australien (ARIA)                                                                            | —          | 4× Gold4   | 7× Platin7     | —           | 630.000   | aria.com.au          |
| Belgien (BRMA)                                                                               | —          | Gold1      | 2× Platin2     | —           | 80.000    | ultratop.be          |
| Brasilien (PMB)                                                                              | —          | Gold1      | —              | —           | 40.000    | pro-musicabr.org.br  |
| Chile (IFPI)                                                                                 | —          | —          | Platin1        | —           | 80.000    | Einzelnachweise      |
| Dänemark (IFPI)                                                                              | —          | 6× Gold6   | 5× Platin5     | —           | 650.000   | ifpi.dk              |
| Deutschland (BVMI)                                                                           | —          | 6× Gold6   | 5× Platin5     | —           | 3.200.000 | musikindustrie.de    |
| Finnland (IFPI)                                                                              | —          | —          | Platin1        | —           | 40.000    | lifeonstage.net      |
| Frankreich (SNEP)                                                                            | —          | 5× Gold5   | 2× Platin2     | —           | 816.666   | snepmusique.com      |
| Italien (FIMI)                                                                               | —          | 8× Gold8   | 10× Platin10   | —           | 730.000   | fimi.it              |
| Japan (RIAJ)                                                                                 | —          | Gold1      | —              | —           | —         | riaj.or.jp           |
| Kanada (MC)                                                                                  | —          | 6× Gold6   | 12× Platin12   | —           | 1.200.000 | musiccanada.com      |
| Malaysia (RIM)                                                                               | —          | —          | 3× Platin3     | —           | 600.000   | Einzelnachweise      |
| Mexiko (AMPROFON)                                                                            | —          | 5× Gold5   | 13× Platin13   | Diamant1    | 1.230.000 | amprofon.com.mx      |
| Neuseeland (RMNZ)                                                                            | —          | 3× Gold3   | 6× Platin6     | —           | 210.000   | radioscope.co.nz NZ2 |
| Niederlande (NVPI)                                                                           | —          | —          | 2× Platin2     | —           | 120.000   | nvpi.nl              |
| Norwegen (IFPI)                                                                              | —          | —          | 40× Platin40   | —           | 1.860.000 | ifpi.no              |
| Österreich (IFPI)                                                                            | —          | 4× Gold4   | 7× Platin7     | —           | 270.000   | ifpi.at              |
| Peru (UNIMPRO)                                                                               | —          | Gold1      | 2× Platin2     | —           | 15.000    | Einzelnachweise      |
| Polen (ZPAV)                                                                                 | —          | 5× Gold5   | 15× Platin15   | 3× Diamant3 | 785.000   | olis.pl              |
| Portugal (AFP)                                                                               | —          | 4× Gold4   | 2× Platin2     | —           | 40.000    | Einzelnachweise      |
| Schweden (IFPI)                                                                              | —          | 2× Gold2   | 32× Platin32   | —           | 1.835.000 | sverigetopplistan.se |
| Schweiz (IFPI)                                                                               | —          | 2× Gold2   | 9× Platin9     | —           | 280.000   | hitparade.ch         |
| Singapur (RIAS)                                                                              | —          | Gold1      | Platin1        | —           | 15.000    | rias.org.sg          |
| Spanien (Promusicae)                                                                         | —          | 5× Gold5   | 6× Platin6     | —           | 430.000   | elportaldemusica.es  |
| Südafrika (RISA)                                                                             | —          | Gold1      | —              | —           | 10.000    | Einzelnachweise      |
| Ungarn (MAHASZ)                                                                              | —          | Gold1      | —              | —           | 2.000     | slagerlistak.hu      |
| Vereinigte Staaten (RIAA)                                                                    | —          | 5× Gold5   | 3× Platin3     | —           | 5.500.000 | riaa.com             |
| Vereinigtes Königreich (BPI)                                                                 | 5× Silber5 | Gold1      | 3× Platin3     | —           | 2.900.000 | bpi.co.uk            |
| Insgesamt                                                                                    | 5× Silber5 | 78× Gold78 | 189× Platin189 | 4× Diamant4 |           |                      |